# Копелев Лев Зиновійович
Лев Копелєв  (9 квітня 1912, Київ — 18 червня 1997, Кельн, Німеччина) — письменник, критик, германіст (СРСР, ФРН). Єврей.

## Біографія
Навчався в Харківському університеті і Московському інституті іноземних мов, аспірантурі при МІФЛІ (дисертація присвячена творчості Ф. Шиллера).
Учасник Другої світової війни, нагороджений бойовими орденами та медалями. День Перемоги зустрів у Бутирській в'язниці. За протест проти негуманного ставлення до мирних громадян Німеччини заарештований і засуджений на 10 років сталінських таборів. В ув'язненні познайомився з Олександром Солженіциним і став прототипом Льва Рубіна в романі Солженіцина «У колі першому». Звільнений 1954 року. З 1966 — активний учасник правозахисного руху. Підтримував «Празьку весну» й польську «Солідарність». Боровся за свободу Вацлава Гавела. Поділяв ідеї європейських демократів — опонентів комуністичної ідеології. 1980 — позбавлений громадянства СРСР. В еміграції в Німеччині.
Л. Копелєв за світоглядом був переконаним європейцем (з юності). Своє завдання як інтелектуала він вбачав у зведенні мостів взаєморозуміння між європейськими народами, зокрема, німцями та слов'янами. Письменник тривалий час дружив з Генріхом Беллем — лауреатом Нобелівської премії з літератури, який жив у Кельні. Спілкувався з В. Брандтом — канцлером ФРН і відомим політиком.
17 років життя в Німеччині Л. Копелєв присвятив «Вуппертальському проєкту» — дослідженню взаємопізнання слов'ян та німців від середньовіччя до XX століття, вивченню історії та природи духовного «вибіркового родичання» німецької та слов'янських культур, проблемі створення образів чужого та образу ворога. У Кельні діє Форум імені Лева Копелєва, одним з гасел якого є вираз Гете, яким поет закликав сучасників навчитися якщо не любові, то хоча б терплячості у ставленні до інших народів. Послідовники Л. Копелєва виступають проти ксенофобії, війни. Вони переконані, що ворожість породжує незнання й небажання знань. Мирне майбутнє народжується сьогодні. Шлях до нього — взаємопізнання.
1982-го Леву Копелєву та його дружині правозахисниці Раїсі Орловій за наукові досягнення присвоєні звання почесних докторів нью-йоркської «Нової школи соціальних досліджень». Л. Копелєв — Член Міжнародного ПЕН-клубу, Спілки письменників ФРН. Його основні книги: «Зберігати вічно» (1976), «І створив собі кумира» (1976), «Вгамуй мої печалі» (1980), «Про правду й терплячість» (1982), «Віра у слово» (2003). Разом з Р. Орловою Л. Копелєв написав книги «Ми жили у Москві (1956—1980)» і «Ми жили в Кельні (1980—1989)».